# Radicalisme
Radicalisme is een politieke of maatschappelijke filosofie die meerdere betekenissen heeft. Het woord is afgeleid van radix dat wortel betekent. Het verband tussen radicalisme en "wortels" ligt in de beeldspraak van een systeem/structuur/partij als een boom. Wil je de boom verwijderen, dan dien je ook de wortels mee te nemen. Wil je een nieuwe structuur "planten", die stevig staat, dan moet je hem in een gedegen filosofisch systeem verankeren/doen wortelen.

## Betekenissen

### Historisch
- Radicaal-liberalisme wordt aan het einde van de negentiende eeuw de benaming van progressieve liberalen die zich verzetten tegen het naar hun mening verouderde liberale establishment. Dit gebeurt ook in Nederland (Radicale Bond) en Denemarken (Radikale Venstre).
- Christen Radicaal of Radicaal Evangelisch werd rond de jaren 60 in Nederland de benaming van progressieve Christenen dat de Bijbelse boodschap, met name die van het Nieuwe Testament koppelde aan linkse politiek. Dit gebeurde binnen de Anti-Revolutionaire Partij, maar uitte zich politiek met name in de Politieke Partij Radikalen en de Evangelische Volkspartij.

### Positioneel
Radicalisme wordt later gebruikt voor het aanduiden van stromingen aan een uiterste zijde van het politieke spectrum.
De Nederlandse AIVD gebruikt de volgende definitie: "Het nastreven en/of ondersteunen van diep ingrijpende veranderingen in de samenleving, die een gevaar kunnen opleveren voor de democratische rechtsorde (doel), eventueel met het hanteren van ondemocratische methodes (middel), die afbreuk kunnen doen aan het functioneren van de democratische rechtsorde (effect)." Een meer algemene definitie wordt gebruikt in 'Radicalisering signaleren en aanpakken. Vroegtijdige aanpak van radicaliserende jongeren.' (Amsterdam: Radar, 2006): "Radicalisme is de bereidheid om de uiterste consequentie uit een denkwijze te aanvaarden en in daden om te zetten."

### Radicale midden
De term  Radicale midden  werd in Nederland gebruikt door Thom de Graaff tijdens een D'66 congres in 2000. Het Strategisch Beraad van het CDA gebruikte de term in 2011 om de partij te positioneren in het politieke spectrum. Op 4 juni 2012 werd alweer afstand gedaan van deze term door CDA-leider Sybrand van Haersma Buma. Sinds juni 2016 noemt een groep leden op de linkervleugel van D66 zichzelf "Het Radicale Midden".